# フェリー1世 (ヴォーデモン伯)

ヴォーデモン伯の紋章

フェリー1世（フランス語：Ferry Ier de Vaudémont, 1368年 - 1415年10月25日）は、ロレーヌ公家の公子。フェリー5世ともいわれる。

## 生涯

### 家族
フェリー1世は、ロレーヌ公ジャン1世とゾフィー・フォン・ヴュルテンベルクの息子で、ロレーヌ公シャルル2世の弟であった。
1379年からバル公ロベール1世の娘ボンヌ・ド・バルとの結婚交渉が行われたが、1392年に破談に終わった。1393年にヴォーデモン伯アンリ5世・ド・ジョアンヴィルとマリー・ド・リュクサンブール＝リニーの娘マルグリット・ド・ジョアンヴィル（1354年 - 1418年）と結婚した。2人の間には以下の3子が生まれた。
- アントワーヌ（1397年 - 1456年） - ヴォーデモン伯、孫はロレーヌ公フェリー2世
- エリザベート（1400年 - 1458年） - 1412年にナッサウ＝ヴァイルブルク伯フィリップ1世と結婚
- マルグリット - ティボー2世・ド・ブラモン（1431年没）と結婚

### 経歴
フェリー1世は、ボーヴ、ルミニー（マルティニーとオーバントンを含む）、フロレンヌ（ペッシュを含む）の領主であった（領地は父方の曾祖母でロレーヌ公ティボー2世の妻であるイザベル・ド・ルミニーに由来する）。結婚により、1392年から1415年までヴォーデモン伯およびジョアンヴィル領主となった。
1400年、兄のロレーヌ公シャルル2世とともにトゥール司教と争い、その後ブルゴーニュ家側についてオルレアン公と戦った。
フェリー1世は1409年4月から11月まで聖地へ巡礼し、帰国後フランス王シャルル6世の顧問となった。
フェリー1世は1415年10月25日にアジャンクールの戦いで戦死した。